# 薩金特 (明尼蘇達州)
薩金特（英語：Sargeant）是一個位於美國明尼蘇達州毛爾縣的城市。

## 人口
根據2020年美國人口普查的數據，薩金特的面積為2.07平方千米，皆為陸地。當地共有人口63人，而人口密度為每平方千米30人。